# Wojciech Nowakowski (dziennikarz)
Wojciech Nowakowski (ur. 1 listopada 1955 w Bydgoszczy) – polski pedagog, reporter, dziennikarz, producent telewizyjny i podróżnik.

## Życiorys
W 1979 ukończył Wyższą Szkołę Pedagogiczną w Bydgoszczy uzyskując tytuł magistra pedagogiki. W latach 1980–1981 brał udział w kursie dla młodych dziennikarzy organizowanym przez Stowarzyszenie Dziennikarzy Polskich. Pracował w mediach lokalnych, później w Programie Trzecim Polskiego Radia i Rozgłośni Harcerskiej.
W latach 1986–1990 prezenter Teleexpressu, autor felietonów filmowych, redaktor tekstów. W latach 1990–1992 współautor i prezenter telewizyjnego programu satyrycznego „Express Dimanche” (69 odcinków) emitowanego w TVP2. W latach 1994–2010 autor, reżyser, prezenter i producent cyklu 325 filmów turystyczno-krajoznawczych Zaproszenie emitowanym w TVP Polonia.
Laureat wielu nagród za niekonwencjonalną promocję polskiej turystyki. Obecnie realizuje projekt telewizyjny „Obieżykraj”, czyli Kanon Krajoznawczy Polski pt. „Dokoła Wojtek Polska”, na który składać się będzie seria filmów opisujących najciekawsze i najcenniejsze obiekty oraz miejsca uznane za kwintesencję polskiego krajobrazu.

## Nagrody
- 2010 Nagroda Ziemi za twórcze zakorzenienia w polskim krajobrazie i za ciągłe odkrywanie naszych krajoznawczych skarbów.
- 2010 Order Kapituły Rycerstwa Polskiego za krzewienie wiedzy historycznej oraz kultywowanie tradycji patriotycznej i rycerskiej.
- 2006 Medal im. Aleksandra Patkowskiego od Ruchu Stowarzyszeń Regionalnych RP za zasługi dla idei Małych Ojczyzn
- 2005 specjalna nagroda Prezesa Polskiej Organizacji Turystycznej
- 2005 nagroda na Międzynarodowym Festiwalu Filmów Turystycznych Tour-Film 2005 za profesjonalną i skuteczną promocję walorów turystycznych Polski poza granicami kraju, w szczególności w środowiskach polonijnych[3]